# United States Military Academy
La United States Military Academy (abbreviato in USMA e conosciuta anche come Accademia militare di West Point) è un'accademia militare federale dell'Esercito degli Stati Uniti. È situata a West Point, una località della contea di Orange nello Stato di New York. È la più antica delle cinque accademie di servizio americane e prepara e forma gli allievi ufficiali per gli incarichi di comando nell'Esercito degli Stati Uniti.
L'accademia fu fondata nel 1802, un anno dopo che il presidente Thomas Jefferson aveva ordinato di avviare i piani per stabilire l'Accademia militare degli Stati Uniti a West Point. L'intero campus centrale è un punto di riferimento nazionale e ospita decine di siti storici, edifici e monumenti. La maggior parte degli edifici in stile normanno del campus sono costruiti in granito grigio e nero. Il campus è una popolare destinazione turistica, con un centro visitatori e il più antico museo dell'Esercito degli Stati Uniti.
I candidati per l'ammissione devono presentare domanda direttamente all'Accademia e ricevere una nomina, di solito da un membro del Congresso. Altre fonti di nomina includono il presidente e il vicepresidente. Gli studenti sono ufficiali in formazione e sono indicati come "cadetti" o collettivamente come "Corpo dei cadetti degli Stati Uniti" (USCC). L'esercito finanzia interamente le tasse scolastiche per i cadetti in cambio di un obbligo di servizio attivo dopo la laurea. Circa 1 300 cadetti entrano all'Accademia ogni luglio, con circa 1 000 cadetti che si diplomano.
Il programma accademico concede un Bachelor of Science con un curriculum che classifica le prestazioni dei cadetti su un ampio programma accademico, prestazioni di leadership militare e partecipazione obbligatoria all'atletica agonistica. I cadetti sono tenuti ad aderire al Cadet Honor Code, che afferma: "un cadetto non mentirà, imbroglierà, ruberà o tollererà coloro che lo fanno". L'accademia basa l'esperienza di leadership di un cadetto come sviluppo di tutti e quattro i pilastri della prestazione: accademici, caratteriali, fisici e militari.

## Storia
Posta sulla riva ovest del fiume Hudson, la località di West Point venne individuata durante la Rivoluzione americana come di rilevante valore strategico, tanto che lo stesso George Washington, nel 1778, diede incarico a Tadeusz Kościuszko (uno degli eroi della battaglia di Saratoga) di studiarne le fortificazioni in modo da potervi installare il proprio quartier generale l'anno successivo. I soldati costruirono il forte, le piazzole per le batterie di cannoni e distesero una catena da 150 tonnellate attraverso l'Hudson per controllarne il traffico fluviale.
La fortezza di West Point non venne mai catturata dagli inglesi, nonostante il tradimento di Benedict Arnold, ed è da considerarsi, perciò, l'area militare più antica degli Stati Uniti.
Il sentito bisogno dei massimi organismi militari di liberarsi dalla sudditanza da esperti stranieri nel campo ingegneristico e delle artiglierie, suggerì la creazione di un istituto devoluto all'arte militare e alle scienze connesse. Fu così che, nel 1802, il presidente Thomas Jefferson fondò la United States Military Academy da allora meglio nota, negli Stati Uniti, come USMA e, nel mondo, semplicemente come West Point.
Primo sovrintendente dell'accademia fu il colonnello Sylvanus Thayer (dal 1817 al 1833), che stabilì i programmi addestrativi, regolamentò l'aspetto disciplinare militare ed enfatizzò il concetto di onore proprio degli appartenenti all'istituzione. Giacché la Nazione necessitava, principalmente, di ingegneri, il colonnello Thayer basò il «curriculum» principalmente su studi di ingegneria civile e per almeno cinquant'anni, i laureati a West Point furono ampiamente responsabili della costruzione delle prime linee ferroviarie, di ponti, porti e strade dalla giovane Nazione.

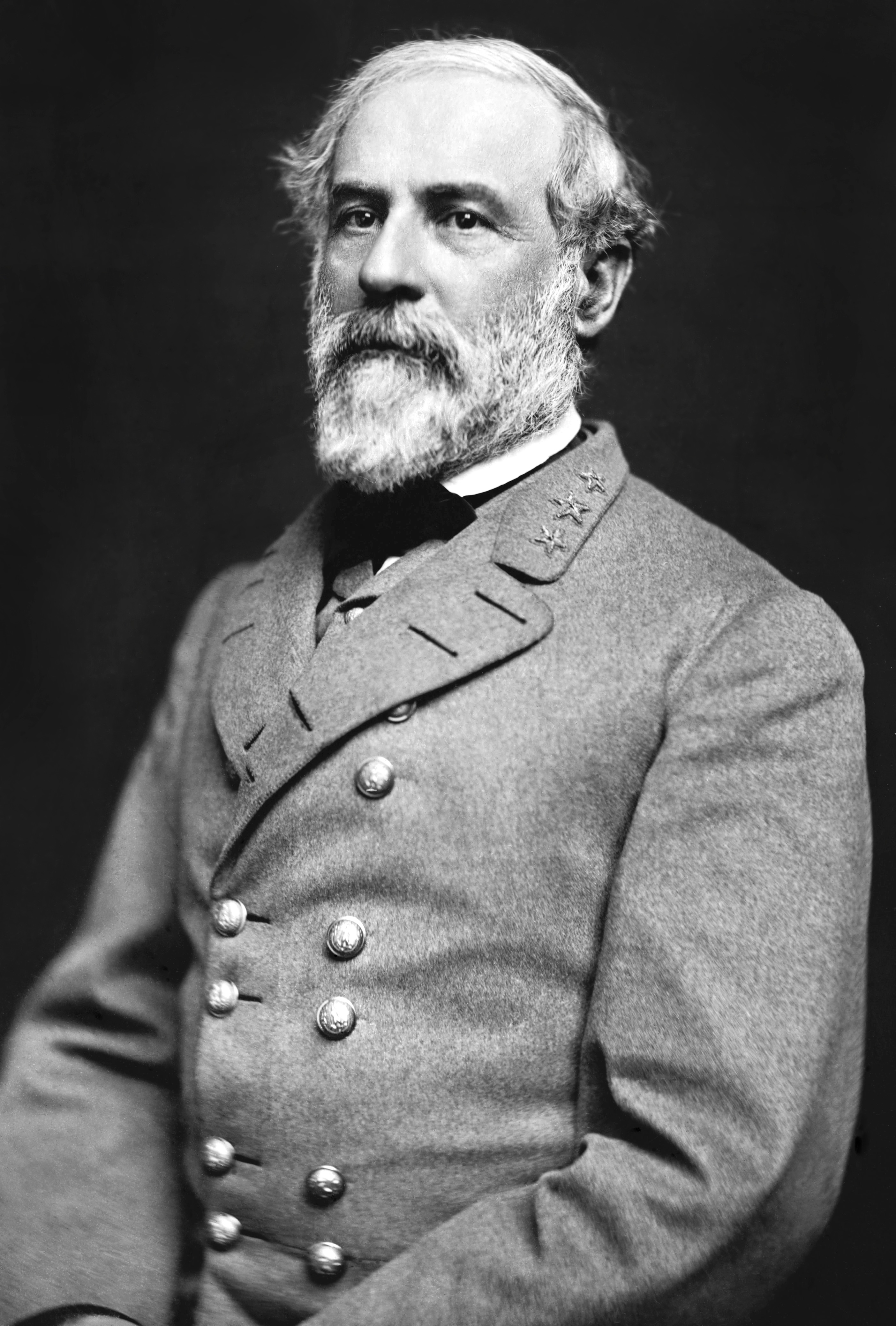
Robert E. Lee, generale della guerra civile americana che si laureò a West Point e in seguito servì come sovrintendente dal 1852 al 1855

Grazie all'esperienza acquisita sul campo durante le guerre indiane e messicane, gli ufficiali di West Point raggiunsero presto i massimi livelli della gerarchia militare; generali come Ulysses Grant (1822-1885), Robert Edward Lee (1807-1870), William Tecumseh Sherman e Jackson, indipendentemente dall'appartenenza territoriale (nord o sud), diedero lustro all'USMA. Lo sviluppo di altre scuole tecniche, nel periodo post guerra civile americana, spinse West Point ad allargare il proprio curriculum scolastico approfondendo sempre più l'aspetto militare divenendo così la più importante nella formazione dei futuri quadri dell'esercito. Documento ufficiale dell'accademia fu, e ancora oggi è, il Cullum's Register.
Durante la prima guerra mondiale, gli ufficiali diplomatisi a West Point si distinsero su tutti i campi di battaglia a partire dallo stesso comandante capo dell'American Expeditionary Force John Pershing (1860-1948) e nel dopoguerra, sovrintendente il generale Douglas MacArthur (1880-1964), si decise di diversificare il curriculum accademico dando ben maggior peso all'addestramento fisico e atletico tanto che la parola d'ordine divenne «Ogni cadetto un atleta». Venne assegnato anche maggior risalto al concetto di «Onore» indirizzo che venne formalizzato con la creazione del Cadet Honor Comitee ("Comitato d'onore dei cadetti"). I generali Eisenhower (1890-1969), MacArthur, Bradley, Arnold, Clark, Patton (per citare i più noti) sono tra la gran massa degli ufficiali di West Point che si fecero onore durante la seconda guerra mondiale. Anche in questo caso, la fine della guerra spinse, anche in funzione del drammatico sviluppo della scienza e della tecnologia applicata alla guerra, a un aggiornamento del curriculum.
Nel 1964 il presidente Lyndon B. Johnson (1908-1973) firmò la legge che portava il numero dei cadetti da 2 530 a 4 400 circa. L'abolizione della segregazione razziale e l'apertura alle donne, hanno fatto sì che negli ultimi trent'anni West Point abbia accolto appartenenti sia alle minoranze di colore sia alle donne. Di recente, il profilo curricolare dei cadetti ha nuovamente subito variazioni per aderire maggiormente alle mutate esigenze di carattere scientifico e umanistico consentendo agli allievi ufficiali di West Point di approfondire i propri studi in almeno una dozzina di campi diversi. Attualmente i laureati a West Point escono dalla USMA con il grado di second lieutenant (equiparabile al "sottotenente"), con una ferma obbligatoria di almeno cinque anni.

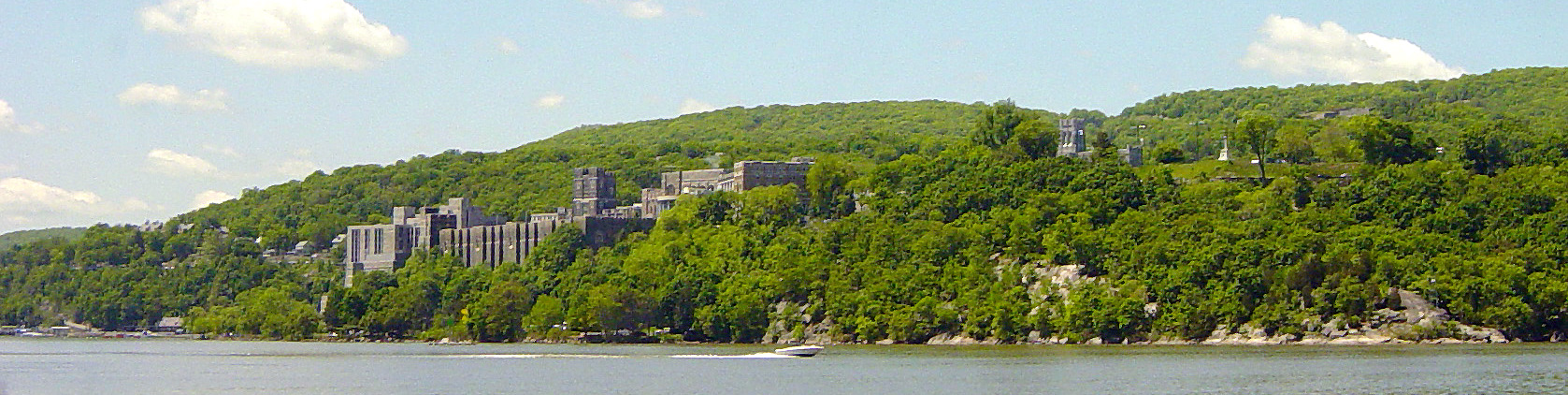
Panorama dell'accademia e del fiume Hudson

Nel cimitero di West Point giace, tra gli altri, il corpo del tenente colonnello George Armstrong Custer che ne fu allievo dal 1857 al 1861. La USMA, il cui motto è «Duty, Honor, Country» («Dovere, Onore, Nazione») ha celebrato, nel 2002, il bicentenario dalla sua fondazione.
Nel 2020, il campus ha affrontato la sua prima grande pandemia in un secolo, con la pandemia di COVID-19 che ha causato limitazioni alle lezioni e il trasferimento della tradizionale partita di football americano Esercito-Marina per garantire il distanziamento sociale. Per la prima volta in molti anni, la 121ª edizione del gioco si è tenuta a West Point anziché al tradizionale Lincoln Financial Field di Filadelfia. Concludendosi con la vittoria dei West Point per 15-0.

## Campus

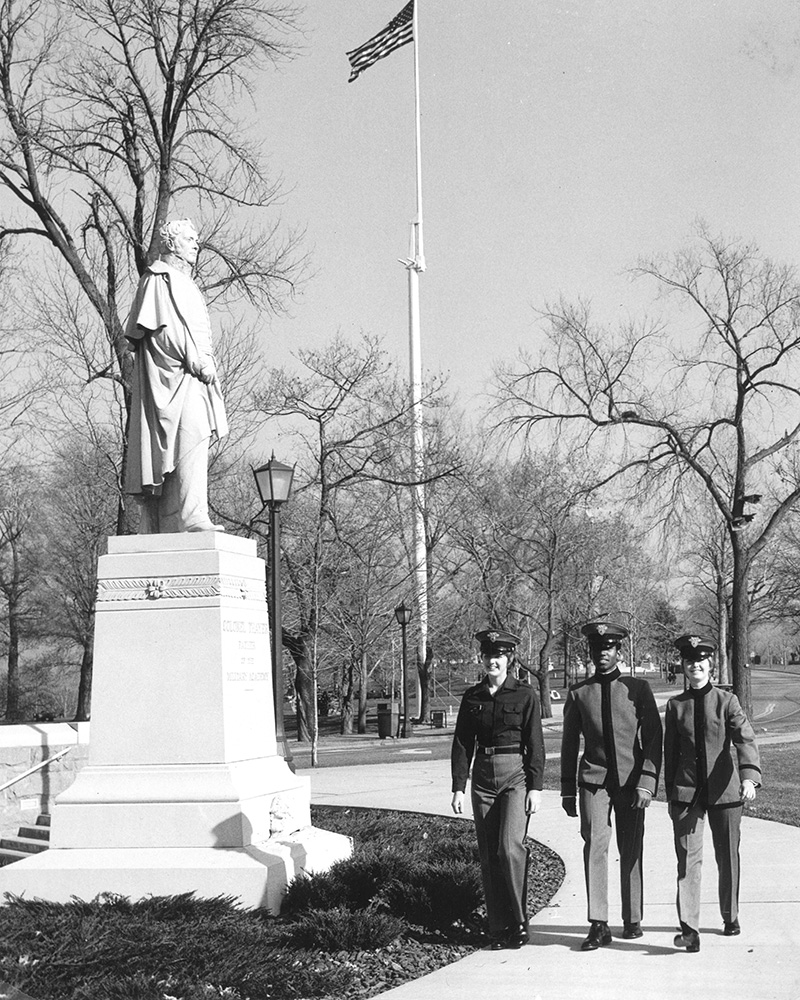
Classe 1980 cadetti Carol A. Young, Gregory Stephens e Kathryn A. Wildey a West Point, dicembre 1976

L'accademia si trova a circa 50 miglia (80 km) a nord di New York City, sulla riva occidentale del fiume Hudson. West Point, New York, è incorporata come riserva militare federale nella contea di Orange ed è adiacente a Highland Falls. Sulla base dell'importanza sia delle rovine del forte della guerra d'indipendenza sia della stessa accademia militare, la maggior parte dell'area dell'accademia fu dichiarata monumento storico nazionale nel 1960. Nel 1841, Charles Dickens visitò l'accademia e disse: "Non potrebbe stare su un terreno più appropriato, e nessun terreno più bello può difficilmente essere". Uno dei siti più visitati e panoramici in postazione, Trophy Point, si affaccia sul fiume Hudson a nord ed è sede di molti cannoni catturati dalle guerre passate, nonché del Monumento alla battaglia progettato da Stanford White. Sebbene l'intera riserva militare comprenda 15 974 acri (65 km2), l'area accademica del campus, nota come "area centrale" o "area cadetti", è interamente accessibile ai cadetti o ai visitatori a piedi.
Nel 1902, lo studio di architettura di Boston Cram, Goodhue e Ferguson ottenne un importante contratto di costruzione che stabiliva lo stile architettonico prevalentemente neogotico ancora visto oggi. La maggior parte degli edifici dell'area centrale dei cadetti sono in questo stile, come esemplificato dalla Cappella dei cadetti, completata nel 1910. Questi edifici sono quasi tutti costruiti in granito che ha una tonalità prevalentemente grigia e nera. Le baracche costruite negli anni 1960 sono state progettate per imitare questo stile. Altri edifici sulla posta, in particolare le più antiche residenze private per la facoltà, sono costruiti nel federale. Alcuni edifici, come il Cullum Hall e la Old Cadet Chapel, sono costruiti in stile neoclassico.
I motivi dell'accademia ospitano numerosi monumenti e statue. La piazza d'armi centrale dei cadetti, la pianura, ospita il maggior numero di persone e comprende il monumento a Washington, il monumento Thayer, il monumento Eisenhower, il monumento MacArthur, il monumento Kosciuszko e il monumento Sedgwick. Il Patton Monument è stato dedicato per la prima volta di fronte alla biblioteca dei cadetti nel 1950, ma nel 2004 è stato messo in deposito per fare spazio alla costruzione della Jefferson Hall. Con il completamento di Jefferson Hall, Patton la statua è stata ricollocata e svelata in un luogo temporaneo il 15 maggio 2009, dove rimarrà fino al completamento della ristrutturazione della vecchia biblioteca dei cadetti e della Bartlett Hall. C'è anche una statua che commemora la fratellanza e l'amicizia dell'École Polytechnique nell'area centrale dei cadetti appena fuori Nininger Hall. La restante area del campus ospita altri 27 monumenti e memoriali. 

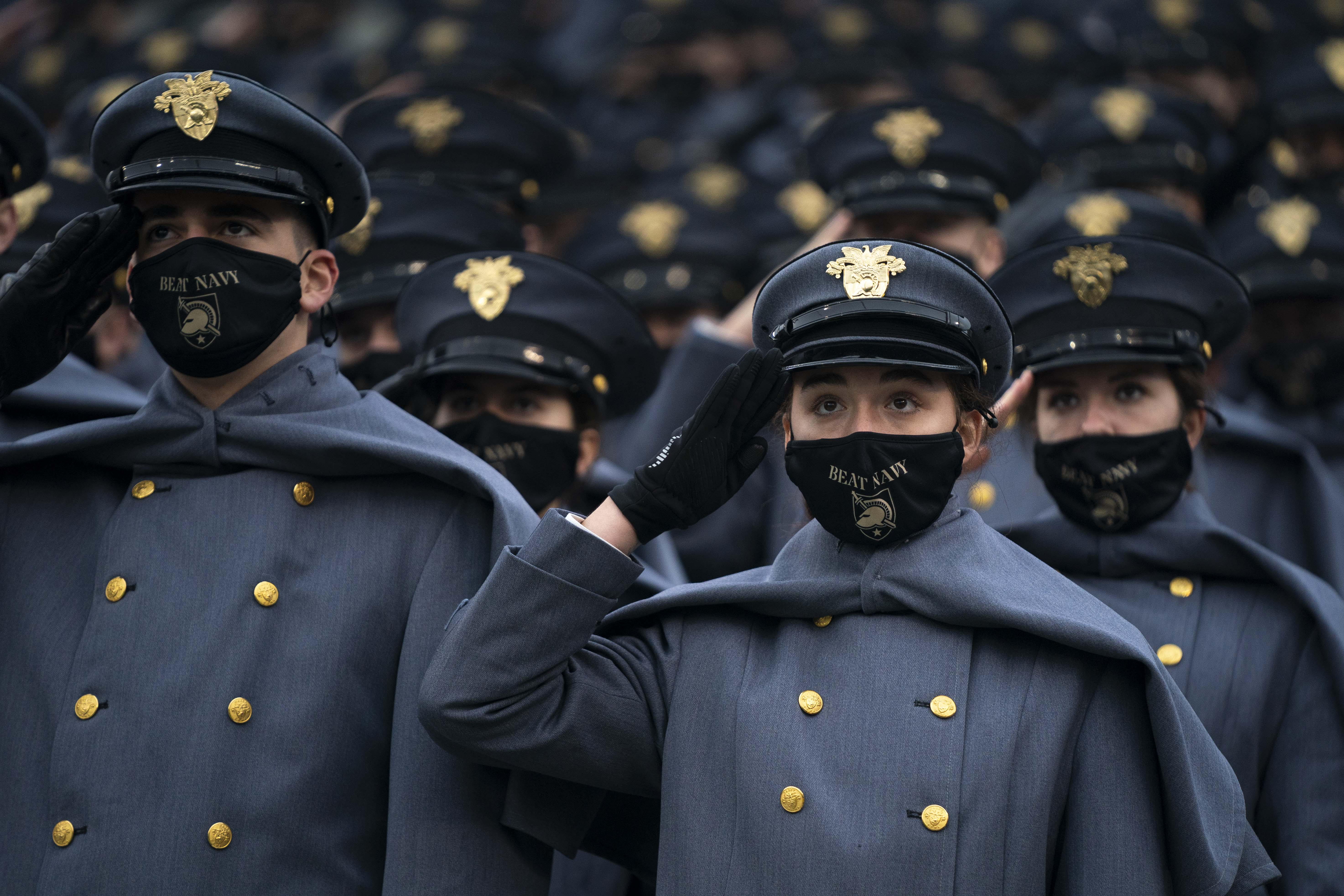
Il Corpo dei cadetti assemblato con le mascherine anti COVID-19 per la partita Army-Navy 2020

Il West Point Cemetery è l'ultima dimora di molti laureati e docenti illustri, tra cui George Armstrong Custer, Winfield Scott, William Westmoreland, Earl Blaik, Margaret Corbin e diciotto vincitori della Medal of Honor. Il cimitero è anche il luogo di sepoltura di diversi neolaureati morti durante il conflitto in corso in Iraq e Afghanistan. Molti dei siti di tombe più antichi hanno lapidi grandi e ornate, la più grande appartenente a Egbert Viele (classe 1847), ingegnere capo del Prospect Park. Il cimitero ospita anche un monumento all'eroina della guerra rivoluzionaria, Margaret Corbin.

### Impianti sportivi
West Point ospita strutture sportive storiche come il Michie Stadium e la Gillis Field House, nonché strutture moderne come il Lichtenburg Tennis Center, l'Anderson Rugby Complex e la Lou Gross Gymnastics Facility. Lo stadio Michie ha recentemente subito un significativo miglioramento delle strutture per la squadra di football e l'accademia ha installato un nuovo campo in erba artificiale nell'estate del 2008.

### Museo di West Point

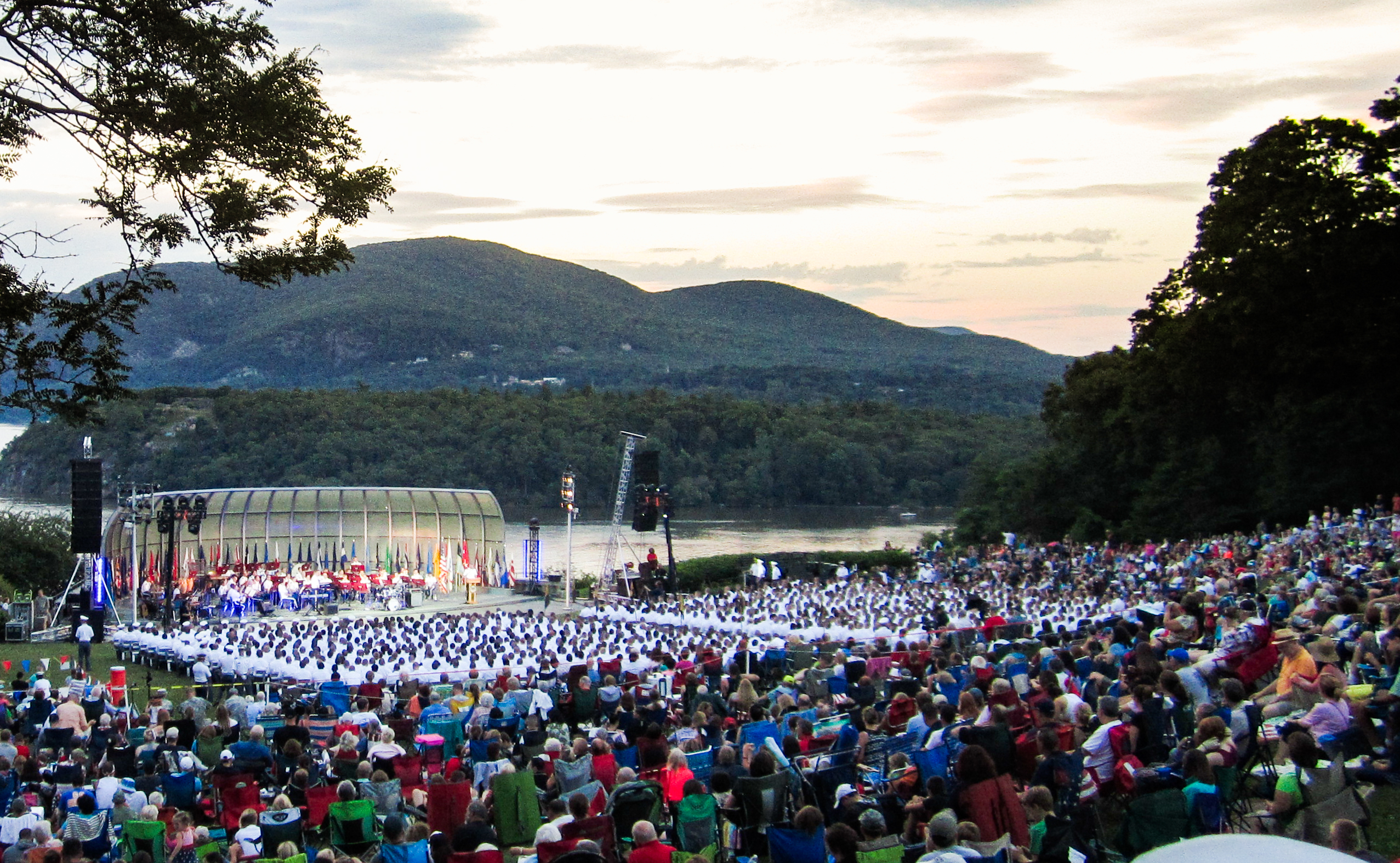
L'anfiteatro Trophy Point ospita cerimonie dei cadetti e concerti estivi gratuiti

Il centro visitatori si trova appena fuori dal Thayer Gate nel villaggio di Highland Falls e offre l'opportunità di organizzare una visita guidata. Questi tour, che sono l'unico modo in cui il pubblico può accedere ai motivi dell'accademia, lasciano il centro visitatori più volte al giorno. Il vecchio centro visitatori di West Point era ospitato nell'edificio della biblioteca del Ladycliff College, ora demolito. Il 9 settembre 2016, West Point ha aperto la strada per iniziare la costruzione del nuovo centro visitatori di Malek West Point di 31 000 piedi quadrati. È stato costruito sulla posizione dell'ex centro visitatori. Il centro visitatori di Malek West Point prende il nome da Frederic Malek, classe USMA del 1959 e laureato nel 2014.

## Amministrazione

### Direzione dell'Accademia

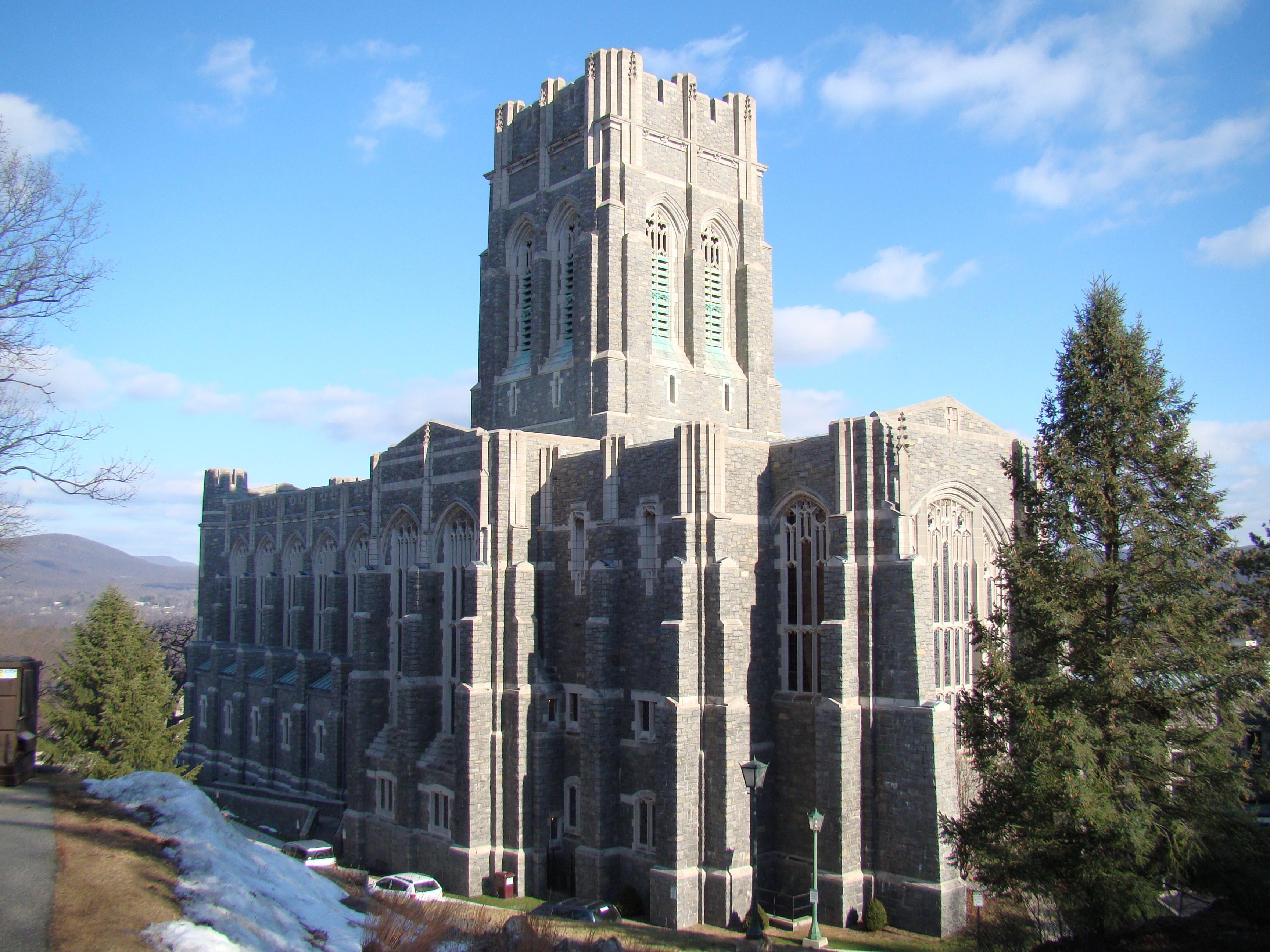
La Cappella dei cadetti situata all'interno dell'accademia

Il comandante dell'USMA è il sovrintendente, equivalente al presidente o al rettore di un'università civile. Negli ultimi anni la carica di sovrintendente è stata ricoperta da un tenente generale (generale a tre stelle). Il 60º sovrintendente, il tenente generale Darryl A. Williams, ha assunto il comando il 1º luglio 2018, in sostituzione di Robert L. Caslen. È il primo afroamericano a comandare West Point. L'Accademia è un'unità di riporto diretto e, come tale, il Sovrintendente riporta direttamente al Capo di stato maggiore dell'Esercito (CSA).
Ci sono altre due posizioni di ufficiale generale presso l'Accademia. Il generale di brigata Curtis A. Buzzard è il comandante dei cadetti, equivalente a un decano degli studenti a livello civile. Il generale di brigata Shane Reeves è il decano del consiglio accademico, equivalente a un prevosto a livello civile. Il generale di brigata Diana Holland fu il primo comandante donna. Ci sono 13 dipartimenti accademici all'USMA, ciascuno con un colonnello come capo del dipartimento. Questi tredici colonnelli di ruolo costituiscono il nucleo del consiglio accademico. Questi ufficiali sono intitolati "Professor USMA" o PUSMA. L'Accademia è anche supervisionata dal Board of Visitors (BOV). Il BOV è un gruppo di senatori, rappresentanti del Congresso e incaricati presidenziali che "indagheranno sul morale e sulla disciplina, sul curriculum, sull'istruzione, sull'attrezzatura fisica, sugli affari fiscali, sui metodi accademici e su altre questioni relative all'accademia che il consiglio decide di considerare." Attualmente il BOV è presieduto dal rappresentante John Shimkus ed è composto da tre senatori, cinque rappresentanti e sei nominati presidenziali.

### Requisiti di ammissione

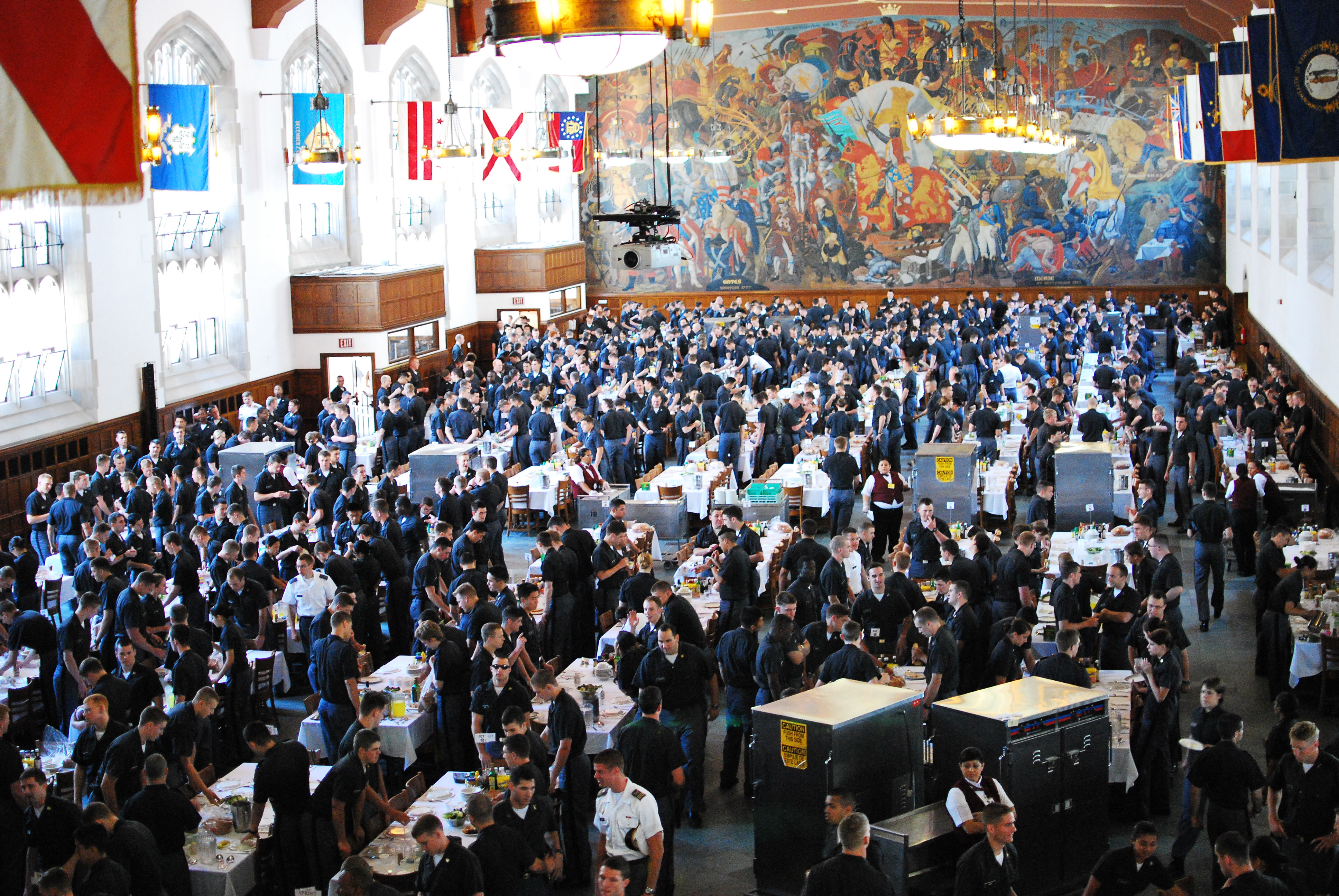
Una delle sei ali della Washington Hall durante l'ora di pranzo

I candidati devono avere tra i 17 e i 23 anni (sono state accettate deroghe per i ventiquattrenni in rari casi in cui il candidato è militare e dispiegato e quindi impossibilitato a partecipare prima del suo 24º compleanno), celibe e senza diritto obbligo di mantenere un figlio. Sono previsti voti superiori alla media delle scuole superiori e/o dell'università e ottime prestazioni nei test standardizzati. L'intervallo interquartile sul vecchio SAT era 1100-1360 e il 68% si classificava nel quinto superiore della loro classe di scuola superiore.
Per essere idonei alla nomina, i candidati devono anche sottoporsi a una valutazione dell'idoneità del candidato e a un esame fisico completo. Fino a 60 studenti provenienti da paesi stranieri sono presenti all'USMA, istruiti a spese della nazione sponsor, con un'assistenza scolastica basata sul PIL del loro paese. Di questi cadetti stranieri il Codice dei Regolamenti Federali consente specificamente un cadetto filippino designato dal Presidente delle Filippine.
Il processo di candidatura effettivo consiste in due requisiti principali: i candidati si candidano all'USMA per l'ammissione e forniscono separatamente una nomina. La maggior parte dei candidati riceve una nomina dal proprio rappresentante o senatore degli Stati Uniti. Alcuni ricevono una nomina dal vicepresidente o addirittura dal presidente degli Stati Uniti.
Il processo di nomina non è politico. I candidati non devono conoscere il loro membro del Congresso per essere nominati. Il candidato all'Accademia in genere fornisce saggi scritti e lettere di raccomandazione. Il richiedente si sottopone quindi a un colloquio formale. L'ammissione a West Point è selettiva: il 7,74% dei richiedenti è stato ammesso (totale 1 232) alla classe del 2024.

## Curriculum

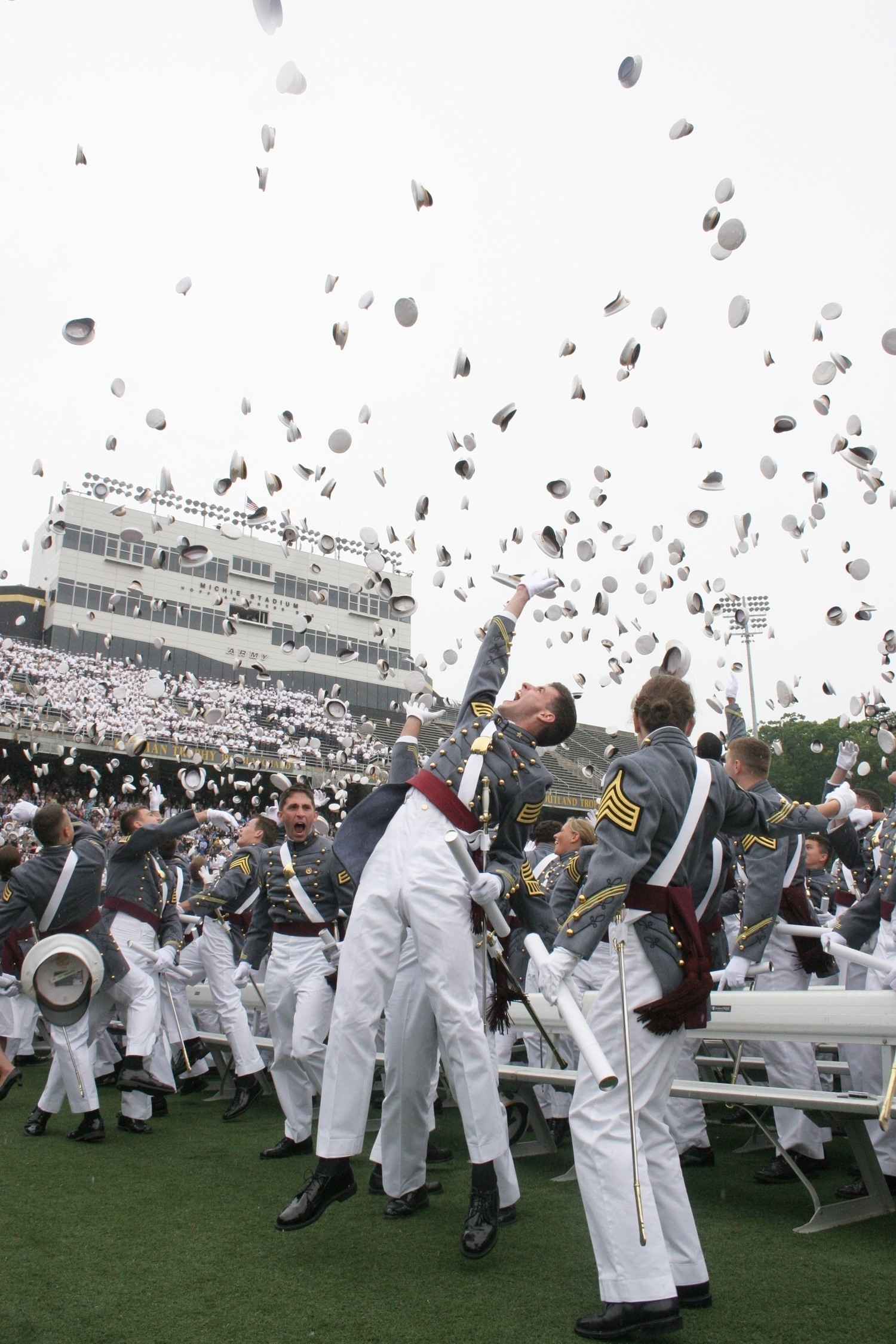
I cadetti della classe 2008 dopo essersi laureati

West Point è un college di medie dimensioni e altamente residenziale, con un programma universitario di quattro anni a tempo pieno che enfatizza l'istruzione nelle arti, nelle scienze e nelle professioni senza un programma di laurea. Ci sono quarantacinque specializzazioni accademiche, le più popolari delle quali sono lingue straniere, sistemi informativi gestionali, storia, economia e ingegneria meccanica. West Point è accreditato dalla Commissione degli Stati medi sull'istruzione superiore. Gli ufficiali militari costituiscono il 75% della facoltà, mentre i professori civili costituiscono il restante 25%.
Il grado di classe di un cadetto, che determina il suo ramo dell'esercito e l'assegnazione alla laurea, è calcolato come una combinazione di rendimento scolastico (55%), rendimento di leadership militare (30%) e idoneità fisica con la prestazione atletica (15%).

## Vita da cadetto

### Classifica e organizzazione

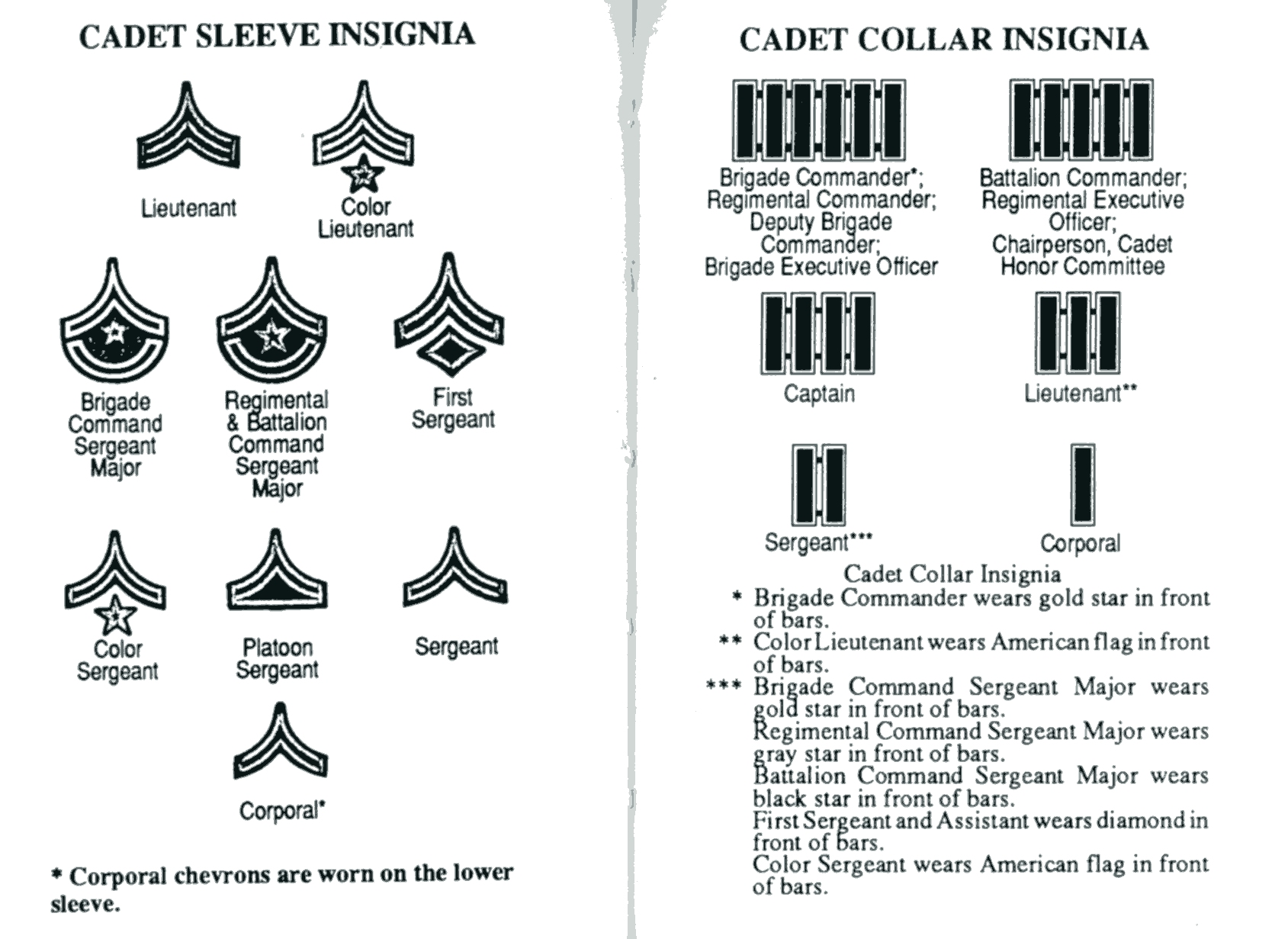
Gradi dei cadetti fissati sul colletto e sulle spalle

Il Corpo dei cadetti è ufficialmente organizzato in brigata. Il cadetto di grado più anziano, il comandante di brigata, è tradizionalmente noto come Primo Capitano. La brigata è organizzata in quattro reggimenti. All'interno di ogni reggimento ci sono tre battaglioni, ciascuno composto da tre compagnie. Le compagnie sono contrassegnate da lettere dalla A alla I, con un numero che indica a quale reggimento appartiene. Ad esempio, ci sono quattro società "H": H1, H2, H3 e H4. I cadetti di prima classe ricoprono le posizioni di comando all'interno della brigata dal Primo Capitano fino ai capi plotone all'interno delle compagnie. La responsabilità della leadership diminuisce con le classi inferiori, con i cadetti di seconda classe che ricoprono il grado di sergente cadetto, i cadetti di terza classe con il grado di caporale cadetto e i cadetti di quarta classe come cadetti privati.

### La vita nel corpo
A causa del processo di nomina al Congresso dell'Accademia, gli studenti provengono da tutti i 50 Stati, da Porto Rico, dal Distretto di Columbia, dalle Isole Marianne, da Guam, dalle Samoa e dalle Isole Vergini Americane. L'Accademia è inoltre autorizzata fino a 60 cadetti internazionali di scambio, che seguono lo stesso curriculum quadriennale dei membri pienamente integrati del Corpo dei cadetti. I cadetti frequentano l'Accademia militare degli Stati Uniti gratuitamente, con tutte le tasse scolastiche e il vitto pagati dall'esercito in cambio di un impegno di servizio di cinque anni di servizio attivo e tre anni di status di riserva dopo la laurea. A partire dal primo giorno del secondo anno di classe di un cadetto, i non laureati dopo tale data sono tenuti ad adempiere agli obblighi di servizio di leva. I cadetti ricevono uno stipendio mensile di 1 017,00 dollari per libri, uniformi e altre necessità, a partire dal 2015. Da questo importo, la paga viene automaticamente detratta per il costo di uniformi, libri, forniture, servizi, pasti e altre spese varie. Tutto il denaro rimanente dopo le detrazioni viene utilizzato a discrezione dei singoli cadetti. Tutti i cadetti ricevono i pasti nelle mense e hanno accesso a Internet su dispositivi approvati e rilasciati. La popolazione studentesca era di 4 389 cadetti per l'anno accademico 2016-2017. Il corpo studentesco è stato recentemente composto da circa il 20% di donne.
Tutti i cadetti risiedono nel campus per tutti i quattro anni in uno dei nove edifici della caserma. La maggior parte dei cadetti è alloggiata con un compagno di stanza, ma alcune stanze sono progettate per tre cadetti. I cadetti sono raggruppati in società identificate da codici alfanumerici. Tutte le compagnie vivono insieme nella stessa zona della caserma. Il comandante può decidere di far cambiare compagnia a un certo punto della loro carriera. Questo processo è noto come rimescolamento, il metodo è cambiato più volte negli ultimi anni. Tutti i 4 000 cadetti pranzano insieme a colazione e pranzo nella Washington Hall durante i giorni feriali. Il centro fitness per cadetti, Arvin Cadet Physical Development Center (di solito chiamato semplicemente "Arvin" da cadetti e docenti), che è stato ricostruito nel 2004, ospita ampie strutture e attrezzature per il fitness fisico per l'uso degli studenti.

## Commemorazioni

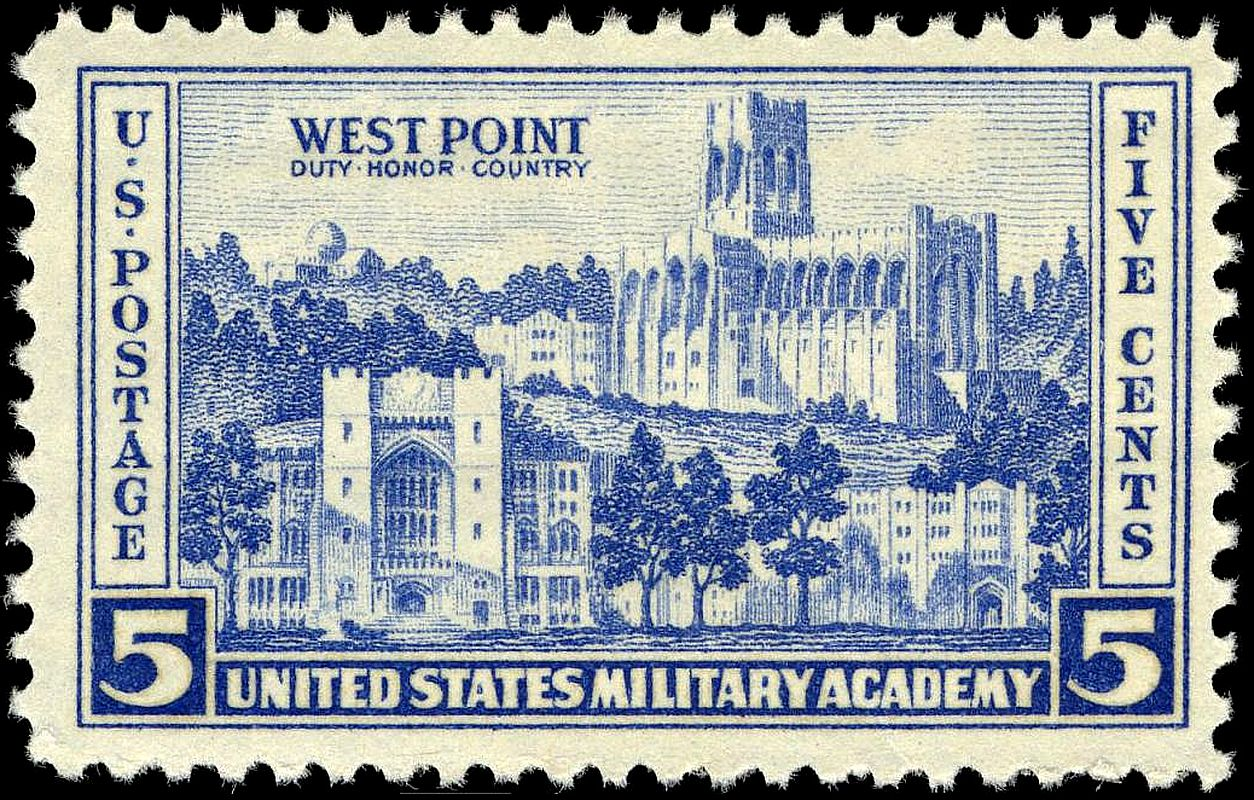
Francobollo commemorativo di West Point, 1937

Il 26 maggio 1937, l'ufficio postale degli Stati Uniti emise un francobollo commemorativo da 5 centesimi in onore di West Point, che presenta molti dei suoi edifici insieme al motto di West Point, DUTY • HONOR • COUNTRY, iscritto sotto il suo nome nella parte superiore. Nel 2002, in occasione del 200º anniversario della fondazione di West Point, il servizio postale degli Stati Uniti ha emesso un francobollo da 34 centesimi in suo onore.

## West Point Garrison e Stewart Army Subpost
Come installazione dell'esercito americano in servizio attivo, ci sono diverse unità dell'esercito regolare che forniscono supporto per l'USMA e l'installazione di West Point. La guarnigione dell'Esercito degli Stati Uniti comprende un quartier generale e una società, il maresciallo e la polizia militare, il supporto al programma religioso, l'ospedale comunitario dell'esercito di Keller, l'attività dentale di West Point, la banda USMA (una banda regolare dell'esercito) e la Direzione delle Risorse Umane (DHR). Il DHR è il quartier generale superiore per: Divisione del personale militare (MPD), il Sistema di istruzione continua dell'esercito (ACES), Divisione dei servizi amministrativi (ASD) e Programma di abuso di sostanze dell'esercito (ASAP).
Il 1º battaglione, il 1º reggimento di fanteria (1-1 INF) e il 2º distaccamento dell'aviazione dell'esercito, entrambi di stanza nel vicino sottoposto dell'esercito di Stewart, forniscono addestramento militare e supporto aereo all'USMA e alla guarnigione di West Point. Inoltre, il supporto dell'esercito in servizio attivo, come il recente addestramento di artiglieria da campo condotto a Camp Buckner nel luglio 2017, è talvolta fornito dalla 10th Mountain Division, con sede a Fort Drum.